# قرية نيكولز (نيويورك)
قرية نيكولز (بالإنجليزية: Nichols (village), New York)‏ هي منطقة سكنية تقع في الولايات المتحدة في مقاطعة تيوغا. يقدر عدد سكانها بـ 512 نسمة ومساحتها 1.3 كم2 وترتفع عن سطح البحر 241 متر.

## التركيبة السكانية
حدّد مكتب تعداد الولايات المتحدة بيانات التركيبة السكانية لقرية نيكولز في تعداد الولايات المتحدة. في ما يلي، التركيبة السكانية حسب تعدادي 2000 و2010.

### تعداد عام 2000
بلغ عدد سكان قرية نيكولز 574 نسمة بحسب تعداد عام 2000، وبلغ عدد الأسر 213 أسرة وعدد العائلات 153 عائلة مقيمة في القرية. في حين سجلت الكثافة السكانية 428.4 نسمة لكل كيلومتر مربع (1,109.6/ميل2). وبلغ عدد الوحدات السكنية 228 وحدة بمتوسط كثافة قدره 170.1 لكل كيلومتر مربع (440.6/ميل2).
وتوزع التركيب العرقي للقرية بنسبة 99.65% من البيض و0.17% من الأمريكيين الأفارقة و0.17% من الأمريكيين ذوي الأصول الآسيوية و0.70% من الهسبانيون أو اللاتينيون من أي عرق.
بلغ عدد الأسر 213 أسرة كانت نسبة 39.9% منها لديها أطفال تحت سن الثامنة عشر تعيش معهم، وبلغت نسبة الأزواج القاطنين مع بعضهم البعض 53.5% من أصل المجموع الكلي للأسر، ونسبة 11.7% من الأسر كان لديها معيلات من الإناث دون وجود شريك، بينما كانت نسبة 6.6% من الأسر لديها معيلون من الذكور دون وجود شريكة وكانت نسبة 28.2% من غير العائلات. تألفت نسبة 24.4% من أصل جميع الأسر من عدة أفراد يعيشون في نفس المنزل ونسبة 15.5% كانت تتألف من شخص يعيش بمفرده يبلغ من العمر 65 عاماً أو أكثر. وبلغ متوسط حجم الأسرة المعيشية 2.69، أما متوسط حجم العائلات فبلغ 3.08.
بلغ العمر الوسطي للسكان 35.4 عاماً. وكانت نسبة 31.4% من القاطنين تحت سن الثامنة عشر، وكانت نسبة 6.1% بين الثامنة عشر والرابعة والعشرين عاماً، ونسبة 28.2% كانت واقعةً في الفئة العمرية ما بين الخامسة والعشرين والرابعة والأربعين عاماً، ونسبة 19.9% كانت ما بين الخامسة والأربعين والرابعة والستين، ونسبة 14.5% كانت ضمن فئة الخامسة والستين عاماً فما فوق. يوجد لكل 100 أنثى 92.6 ذكر، ويوجد لكل 100 أنثى في الثامنة عشر من عمرها فما فوق 87.6 ذكر.
بلغ متوسط دخل الأسرة في القرية 38,864 دولارًا، أما متوسط دخل العائلة فبلغ 41,667 دولارًا. وكان متوسط دخل الذكور 27,361 دولارًا مقابل 23,750 دولارًا للإناث. وسجل دخل الفرد الخاص بالقرية 14,060 دولارًا. وكانت نسبة 10.5% من العائلات ونسبة 15% من السكان تحت خط الفقر، وكان من هؤلاء نسبة 19.5% تحت سن الثامنة عشر ونسبة 6.5% في الخامسة والستين من العمر وما فوق.

### تعداد عام 2010
بلغ عدد سكان قرية نيكولز 512 نسمة بحسب تعداد عام 2010، وبلغ عدد الأسر 207 أسرة وعدد العائلات 137 عائلة مقيمة في القرية. في حين سجلت الكثافة السكانية 382.1 نسمة لكل كيلومتر مربع (989.6/ميل2). وبلغ عدد الوحدات السكنية 233 وحدة بمتوسط كثافة قدره 173.9 لكل كيلومتر مربع (450.4/ميل2).
وتوزع التركيب العرقي للقرية بنسبة 99.61% من البيض و0.20% من الأمريكيين الأفارقة و0.20% من الأمريكيين ذوي الأصول الآسيوية و0.78% من الهسبانيون أو اللاتينيون من أي عرق.
بلغ عدد الأسر 207 أسرة كانت نسبة 30.9% منها لديها أطفال تحت سن الثامنة عشر تعيش معهم، وبلغت نسبة الأزواج القاطنين مع بعضهم البعض 49.3% من أصل المجموع الكلي للأسر، ونسبة 11.1% من الأسر كان لديها معيلات من الإناث دون وجود شريك، بينما كانت نسبة 5.8% من الأسر لديها معيلون من الذكور دون وجود شريكة وكانت نسبة 33.8% من غير العائلات. تألفت نسبة 28% من أصل جميع الأسر من عدة أفراد يعيشون في نفس المنزل ونسبة 12.6% كانت تتألف من شخص يعيش بمفرده يبلغ من العمر 65 عاماً أو أكثر. وبلغ متوسط حجم الأسرة المعيشية 2.47، أما متوسط حجم العائلات فبلغ 3.03.
بلغ العمر الوسطي للسكان 41.5 عاماً. وكانت نسبة 24.2% من القاطنين تحت سن الثامنة عشر، وكانت نسبة 7% بين الثامنة عشر والرابعة والعشرين عاماً، ونسبة 24.4% كانت واقعةً في الفئة العمرية ما بين الخامسة والعشرين والرابعة والأربعين عاماً، ونسبة 31.1% كانت ما بين الخامسة والأربعين والرابعة والستين، ونسبة 13.3% كانت ضمن فئة الخامسة والستين عاماً فما فوق. وتوزع التركيب الجنسي للسكان بنسبة 49.2% ذكور و50.8% إناث.